# Madrid (Alabama)
Madrid – miejscowość w Stanach Zjednoczonych, w stanie Alabama, w hrabstwie Houston. W roku 2023 miasto zamieszkiwały 262 osoby, a gęstość zaludnienia wynosiła 58 osób/km².